# 가우스-보네 정리
가우스-보네 정리(Gauss-Bonnet theorem, -定理) 또는 가우스-보네 공식(Gauss-Bonnet formula, -公式)은 미분기하학의 정리로, 어떤 곡면의 가우스 곡률과 오일러 지표를 연결한다. 가우스 곡률은 곡면의 핵심적인 기하학적 정보이며, 오일러 지표는 곡면의 핵심적인 위상수학적 정보이기 때문에, 이 둘의 연관성은 수학에서 중요하게 여겨진다. 독일의 수학자 카를 프리드리히 가우스는 이 정리의 내용을 알고 있었으나 출판하지는 않았으며, 프랑스의 수학자 피에르 오시앙 보네(Pierre Ossian Bonnet)가 특수한 경우에 대한 논문을 1848년에 출판하여 이 두 사람의 이름이 붙어 있다.

## 공식화
M은 경계가 {\displaystyle \partial M} 인 콤팩트한 2차원 리만 다양체라 하자. K를 M의 가우스 곡률, kg을 M의 측지적 곡률(geodesic curvature)이라 하면, 다음 적분식이 성립하는데 이를 가우스-보네 정리라 한다.
- {\displaystyle \int _{M}K\;dA+\int _{\partial M}k_{g}\;ds=2\pi \chi (M).}

여기서 dA는 곡면의 면적소, ds는 경계선의 길이 요소, χ(M)은 M의 오일러 지표이다. 만약 경계가 없는 곡면이라면 좌변의 두번째 항은 사라지고,
- {\displaystyle \int _{M}K\;dA=2\pi \chi (M).}

가 곧바로 성립한다.

## 조합론적 가우스-보네 정리
조합론에서도 여러 가우스-보네 정리의 유사 형태가 있다. 예로 M을 2차원 유한 준다양체(pseudomanifold), χ(M)을 M의 오일러 지표, χ(v)를 꼭짓점 v를 포함하는 삼각형의 수라 하면 다음 식이 성립한다.
- {\displaystyle \sum _{v\in {\mathrm {int} }{M}}(6-\chi (v))+\sum _{v\in \partial M}(4-\chi (v))=6\chi (M).}

## 같이 보기
- 가우스 곡률
- 일반화된 가우스-보네 정리
- 리만-로흐 정리
- 아티야-싱어 지표 정리

## 참고 문헌
- Barrett O'Neill, Elementary differential geometry, Elsevier, 2006.
- 권영현; 윤달선. 《현대 기하학 입문》. 서울: 경문사. ISBN 89-7282-535-2. 2021년 10월 28일에 원본 문서에서 보존된 문서. 2013년 7월 18일에 확인함.